# Svartisen
Svartisen (norwegisch für „das Schwarzeis“) ist mit 370 km² der zweitgrößte Gletscher Norwegens und liegt in der Provinz (Fylke) Nordland, knapp oberhalb des Polarkreises im Saltfjellet-Svartisen-Nationalpark nordwestlich der Stadt Mo i Rana.
Er zählt insgesamt 60 Gletscherarme. Zwischen den beiden Hauptgletschern, dem Østisen (148 km²) und dem Vestisen (221 km²), liegt das Tal Vesterdalen.

## Geschichte
Das Østisen teilte sich um das Jahr 1900 in zwei Gletscherarme. Der östliche reichte bis in den Gletschersee Svartisvatnet hinein. Im Laufe der folgenden 50 Jahre bildete sich der Gletscher erheblich zurück und erreichte nicht mehr den See. War die Gletscherfront 1910 nur 50 m von Gletschersee entfernt, waren es 1945 bereits 1000 m. Durch den Rückzug des Gletschers entstand am westlichen Rand des Gletscherarmes ein weiterer Gletschersee, das Austerdalsvatnet. Da sich das Eis weiter zurückbildete, wurde der See von Jahr zu Jahr größer. Das Schmelzwasser des Gletschers floss ursprünglich in westlicher Richtung unter dem Eis in das Svartisvatnet hinein und durch das Røvasstal ab. Das führte im Sommer zu zahlreichen Überschwemmungen, die große Schäden anrichteten. Das Problem konnte 1959 durch die Fertigstellung eines Tunnels gelöst werden. Dieser ermöglicht den kontrollierten Abfluss des Schmelzwassers. Die Tunnelmündung kann auf dem Weg vom Svartisvatnet zum Gletscher hinauf besichtigt werden. Noch 1982 erstreckte sich das Østisen über das gesamte Becken, wo heute das Austerdalsvatnet liegt. Das Eis endete in der Talsohle im südlichen Teil des Beckens. Im Juli 1982 brach der untere Teil des Gletscherarmes ab. Im Laufe von nur einer Woche zog sich die Gletscherkante um über 100 m über das Wasser zurück. Im Juni 1987 kalbte ein Großteil desjenigen Gletscherarmes, der nach dem großen Abbruch noch lose im Wasser lag.
Als eine Ursache für den Rückzug wird die globale Erwärmung vermutet, jedoch deutet der Rückzug des Gletschers schon vor dem Zweiten Weltkrieg darauf hin, dass auch andere Ursachen möglich sind.

## Besichtigung
Der Svartisengletscher ist von Mo i Rana aus leicht zu erreichen. Durch das Røvassdalen führt eine Straße zum Svartisvatnet hinauf. Während der Sommersaison besteht die Möglichkeit, mit dem Schiff über den See zu fahren. Die Überfahrt dauert 15 Minuten. Dann kann man auf einem gut gekennzeichneten, ca. 3 km langen Wanderweg bis zum Austerdalsvatnet und ca. 1 km zur Gletscherzunge hinaufgehen.
Eine weitere Besichtigungsmöglichkeit besteht von Holandsvika in Meløy südöstlich von Halsa. Auch hier nimmt man zunächst ein Boot und wandert dann etwas über fünf Kilometer. Über lokale Veranstalter kann man in Begleitung eines Führers Touren über das Gletschereis machen.

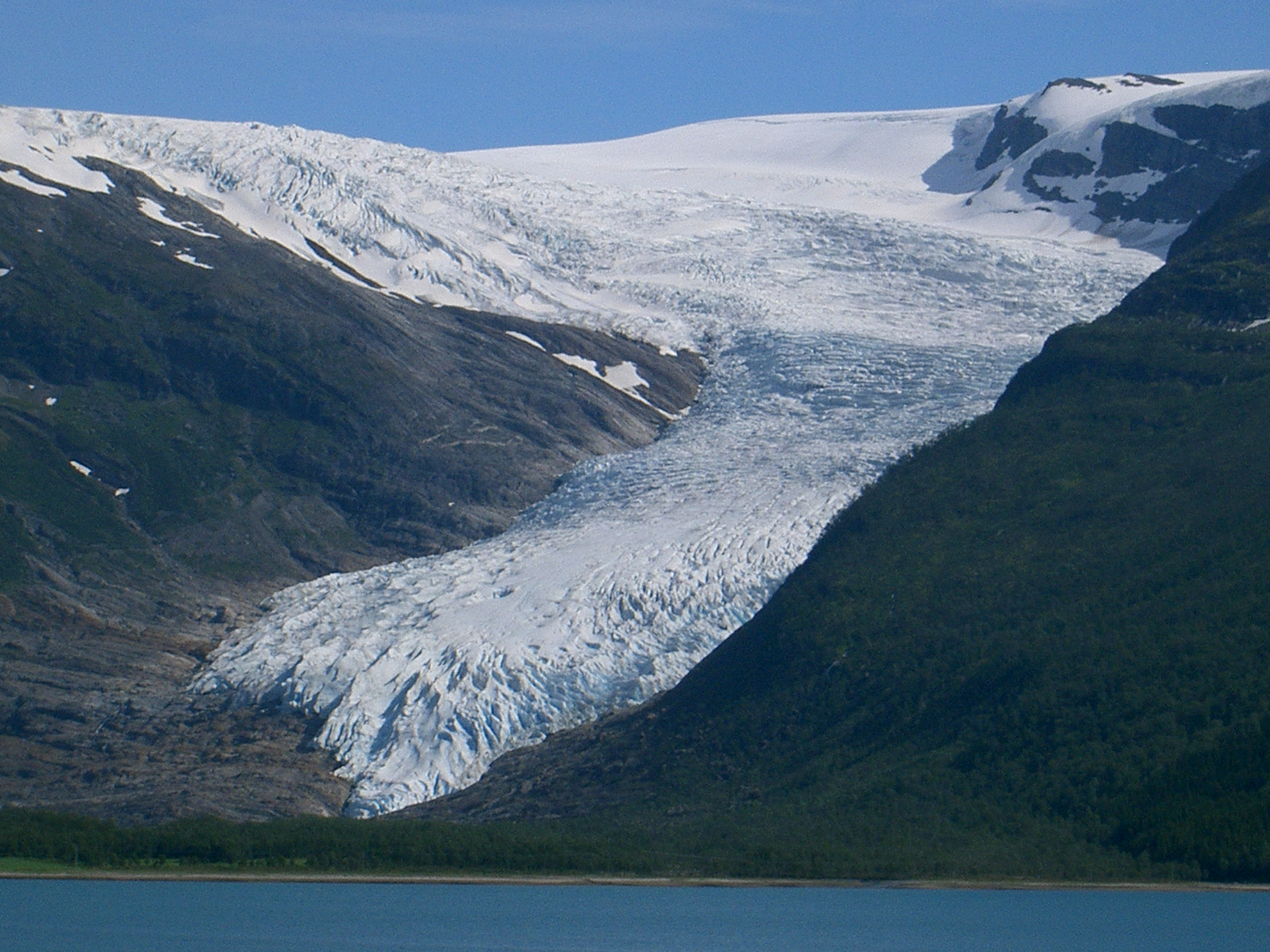
Engabreen, Svartisen, Norwegen (2004)
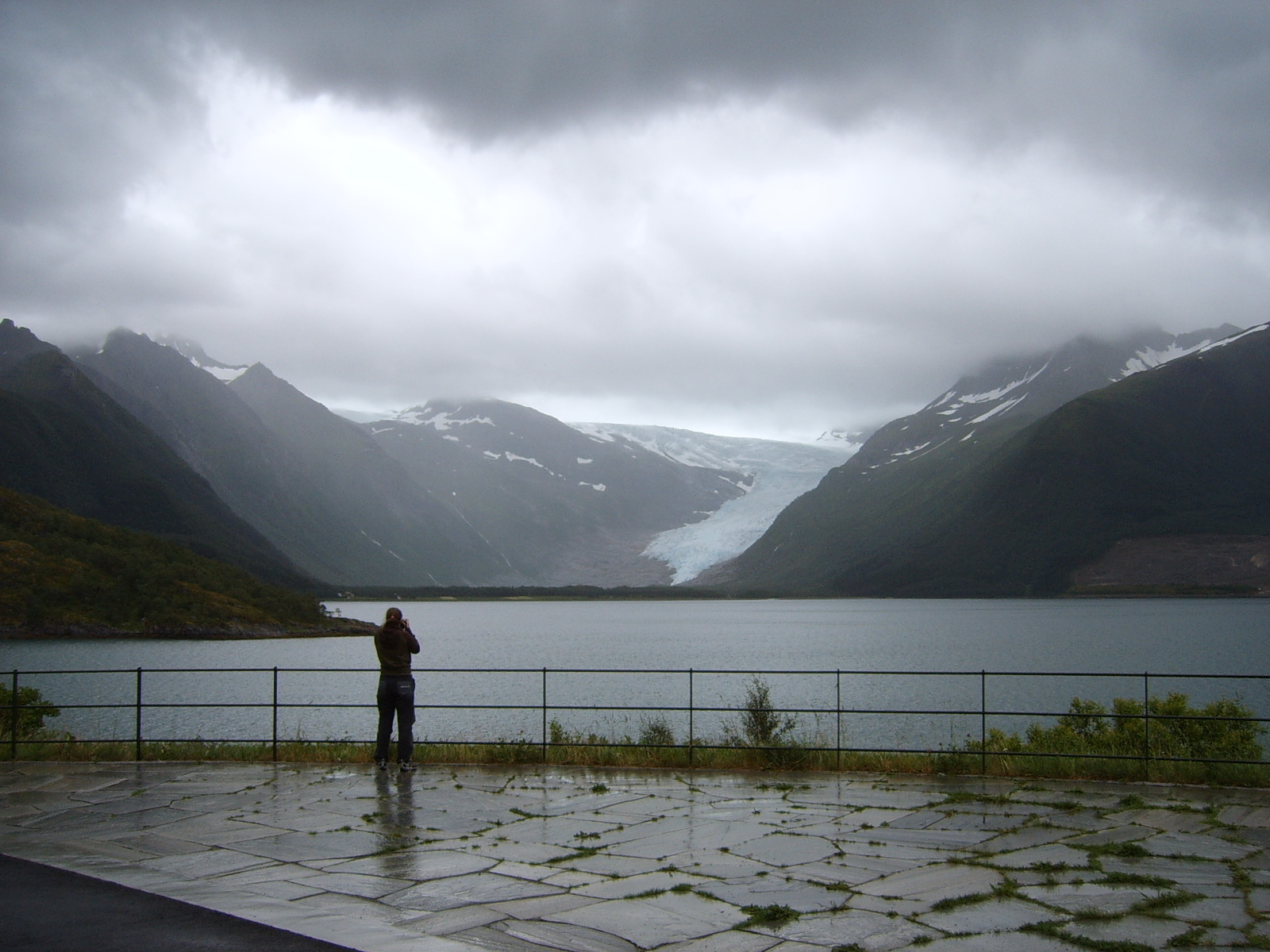
Engabreen und Holandsfjord (2005)
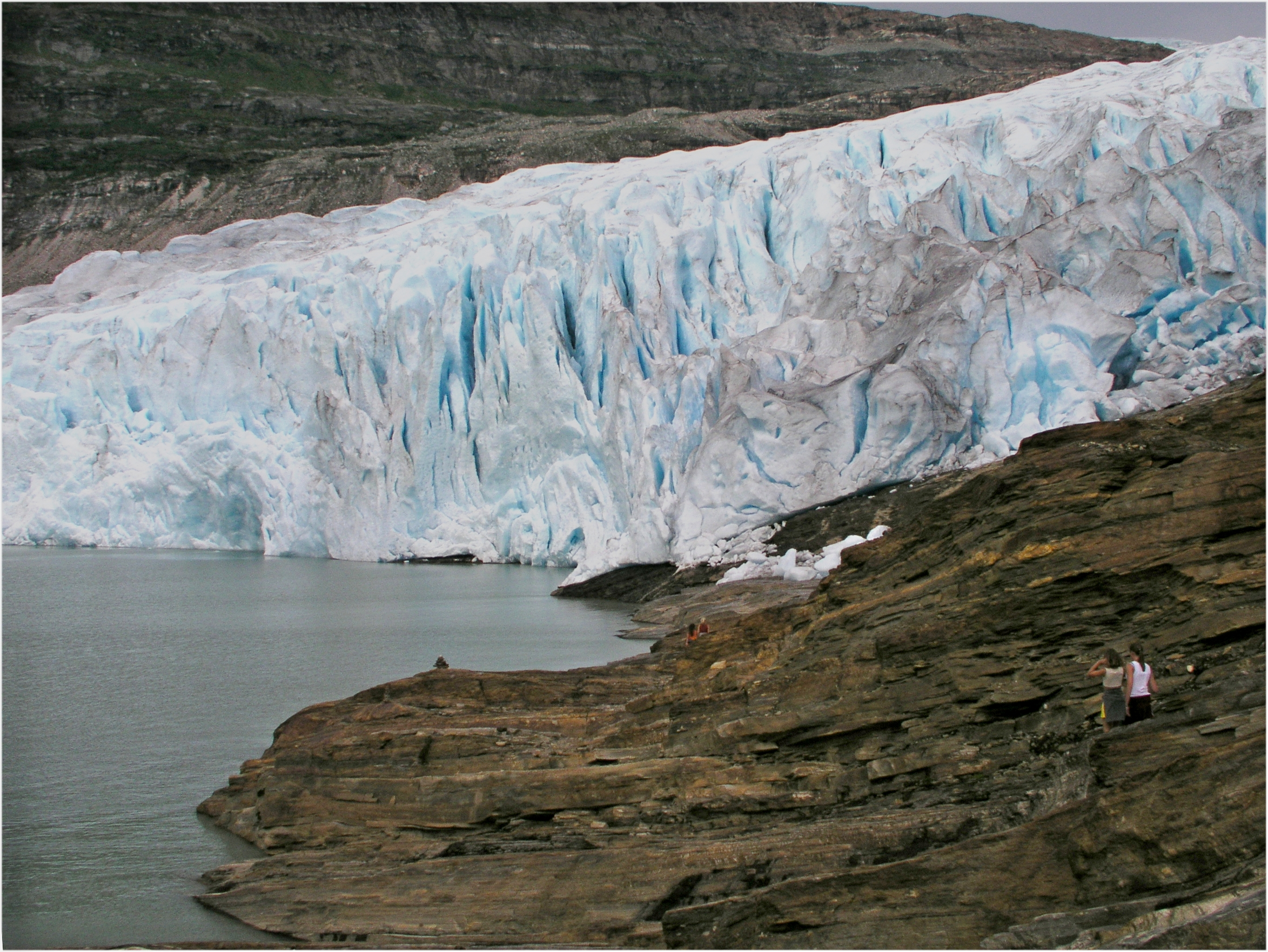
Gletscherzunge (2003)
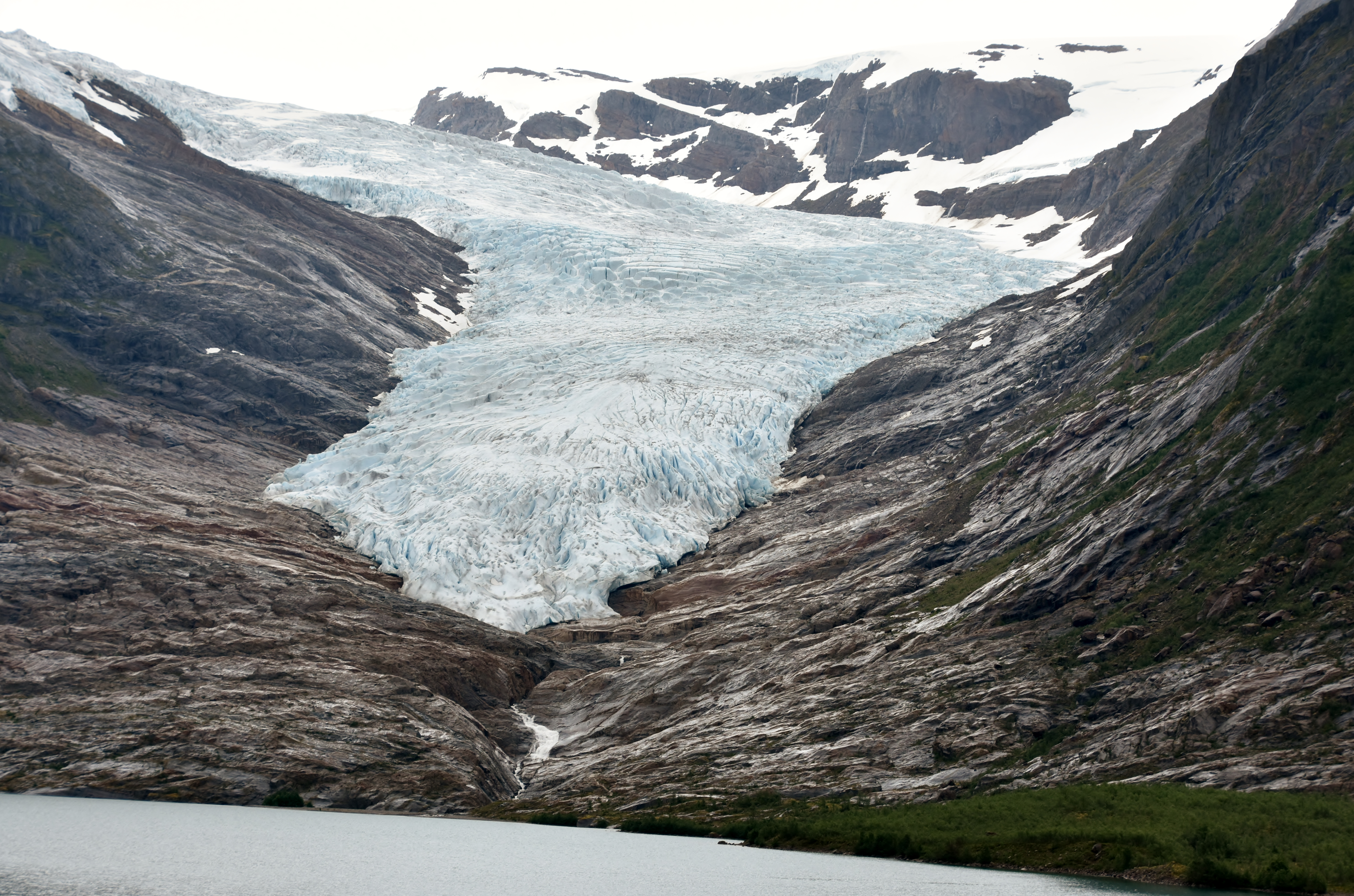
Gletscherzunge (2017)
Die Gletscherzunge von Rana am Svartisvatnet